# アラン・ロベール
アラン・ロベール（Alain Robert、1962年8月7日 - ）は、フランス・ヴァランス出身のフリークライマー。身長164cm、体重50kg。世界中の高層建築物を命綱無しで素手で登ることで知られ、「スパイダーマン」あるいは「フランスのスパイダーマン」の異名を持つ。

## 略歴
11歳からロッククライミングを始め、1994年にスイスの時計メーカーからドキュメンタリーを撮影したいという依頼を受けたのがきっかけで高層建築物の登頂への挑戦を始める。その一方で許可無く登るため何度も現地の警察に逮捕されている。マレーシアのクアラルンプールにある高さ452m、88階建てのペトロナスツインタワーには1997年と2007年の2度挑戦し、いずれも60階で逮捕されたが、2009年9月1日三度目の挑戦で登頂を果たした。その後逮捕された。
全くの個人活動ばかりではなく、企業のスポンサードを受けることもある。2009年6月2日、シドニーで企業名の入ったシャツを着てビルに登り、事前にはキャンペーンガールを引き連れて記者会見などしている。許可を受けて登ることもあり、2003年にはイギリスの映画専門チャンネル「Sky Movies」の依頼で映画『スパイダーマン』の宣伝を目的にロンドンのロイズ・ビルディングに登り、報酬1万8000ドルを手にしている他、2004年に開業した台北101のオープニングイベントにも招待された。2011年に国際会議のイベントでブルジュ・ハリーファへの登頂や、イスタンブール・サファイアからの招待でイスタンブール・サファイアに登頂した際は主催者から安全上の理由で命綱と金具の装着を要請されたため、素手だけでは登らず命綱と金具を装着して登頂した。
日本国内でも1998年11月に新宿センタービルにおいて職員の制止を振り切って登頂を敢行し屋上で逮捕された。結局9日間拘置されフランス大使館が介入してようやく釈放された。2010年8月30日にもシドニーの高層アパートを登り、登頂後不法侵入容疑にて逮捕されている。
登頂する際にスパイダーマンのスーツを着用して登頂することもある。
2011年にはジャンルを超えた冒険家に贈られる「第3回ファウストA.G. アワード2011」を篠塚建次郎らと同時に受賞した。
パリ北西部のデファンス地区にあるトタル本社ビルは、2003年の他に、2016年3月にも登っている。また2004年4月1日にもトタル関連のビルにイラクへの攻撃参加に抗議するために登った。

## 主な登った建造物(無許可含む)

### 日本
| 年     | 建造物           | 都市 | 高さ |
| ------ | ---------------- | ---- | ---- |
| 1998年 | 新宿センタービル | 東京 | 223m |

### アジア・中東

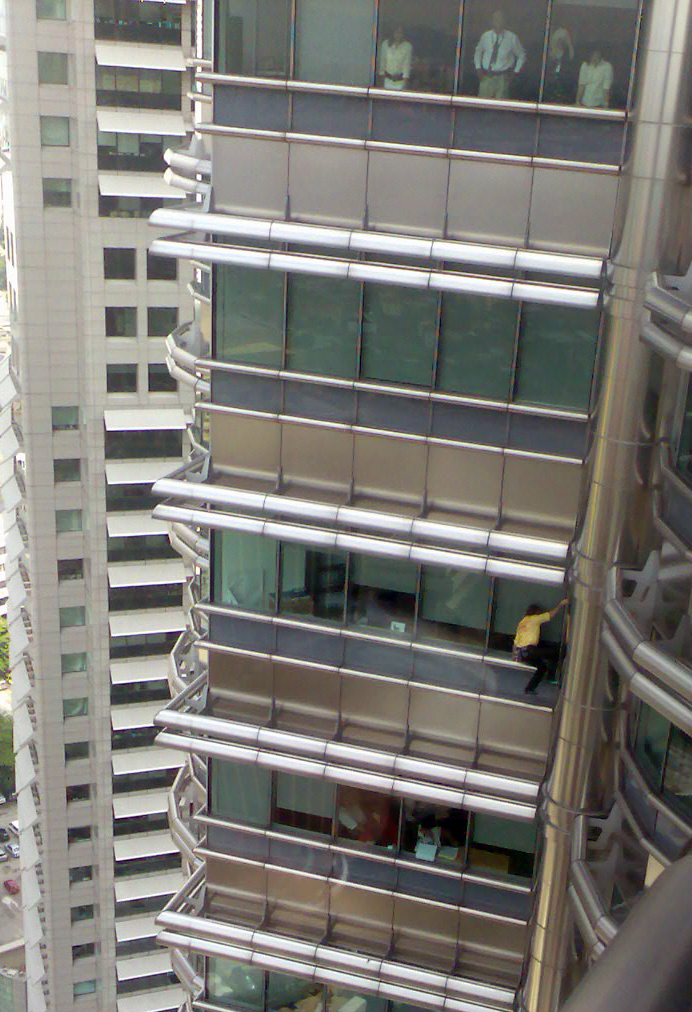
2007年3月、ペトロナスツインタワーを登る

| 年             | 建造物                                     | 都市             | 高さ   |
| -------------- | ------------------------------------------ | ---------------- | ------ |
| 1996年         | ファー・イースト・フィナンシャル・センター | 香港             | 175m   |
| 1996年         | 亜州電視                                   | 香港             | 30m    |
| 1997年         | トゥン・ムスタファタワー                   | コタキナバル     | 150m   |
| 2004年         | 台北101                                    | 台北             | 508m   |
| 2005年         | 長江センター                               | 香港             | 282m   |
| 2007年2月23日  | アブダビ投資庁                             | アブダビ         | 185m   |
| 2007年         | ジンマオタワー                             | 上海             | 420m   |
| 2007年         | 天門洞                                     | 張家界           | 131.1m |
| 2008年         | フォーシーズンズホテル                     | 香港             | 205m   |
| 2008年         | インターコンチネンタルホテル・フェニキア   | ベイルート       | ?m     |
| 2008年11月12日 | シティ・タワー（33階建）                   | ジャカルタ       | ?m     |
| 2009年         | ペトロナスツインタワー                     | クアラルンプール | 452m   |
| 2010年         | シンガポール・フライヤー                   | シンガポール     | 165m   |
| 2011年         | 恒生銀行ビル                               | 香港             | 137m   |
| 2011年3月28日  | ブルジュ・ハリーファ                       | ドバイ           | 828m   |
| 2011年         | バグリー・タワー                           | ジャカルタ       | 215m   |
| 2012年         | ザ・トーチ・ドーハ                         | ドーハ           | 300m   |
| 2012年         | 中原福塔                                   | 鄭州             | 388m   |
| 2014年         | ギャラクシー・マカオ                       | マカオ           | ?m     |
| 2015年         | カヤンタワー                               | ドバイ           | 307m   |
| 2015年         | 天璽                                       | 香港             | 270m   |
| 2018年         | ロッテワールドタワー                       | ソウル           | 約338m |

### フランス
| 年            | 建造物                     | 都市   | 高さ    |
| ------------- | -------------------------- | ------ | ------- |
| 1995年        | フランス国立図書館         | パリ   | 100m    |
| 1995年        | モンパルナス・タワー       | パリ   | 209m    |
| 1995年        | Tours Mercuriales          | パリ   | 122m    |
| 1995年        | TF1タワー                  | パリ   | 59m     |
| 1996年        | エッフェル塔               | パリ   | 300.65m |
| 1998年        | サクレ・クール寺院         | パリ   | 80m     |
| 1998年        | ルーブル美術館のピラミッド | パリ   | 21.64m  |
| 1998年        | アレヴァ・タワー           | パリ   | 180m    |
| 1999年        | グランダルシュ             | パリ   | 110.90m |
| 2000年        | コンコルド広場のオベリスク | パリ   | 23m     |
| 2003年        | トタル本社ビル             | パリ   | 187m    |
| 2009年        | Tour Ariane                | パリ   | 230m    |
| 2012年10月3日 | サンモリッツ教会           | スイス |         |
| 2012年5月10日 | Tour First                 | パリ   | 231m    |
| 2014年3月20日 | トタル本社ビル             | パリ   | 187m    |
| 2015年        | モンパルナス・タワー       | パリ   | 209m    |
| 2015年        | エンジービル               | パリ   | 185m    |
| 2016年3月21日 | トタル本社ビル             | パリ   | 187m    |

### フランス以外のヨーロッパ各国

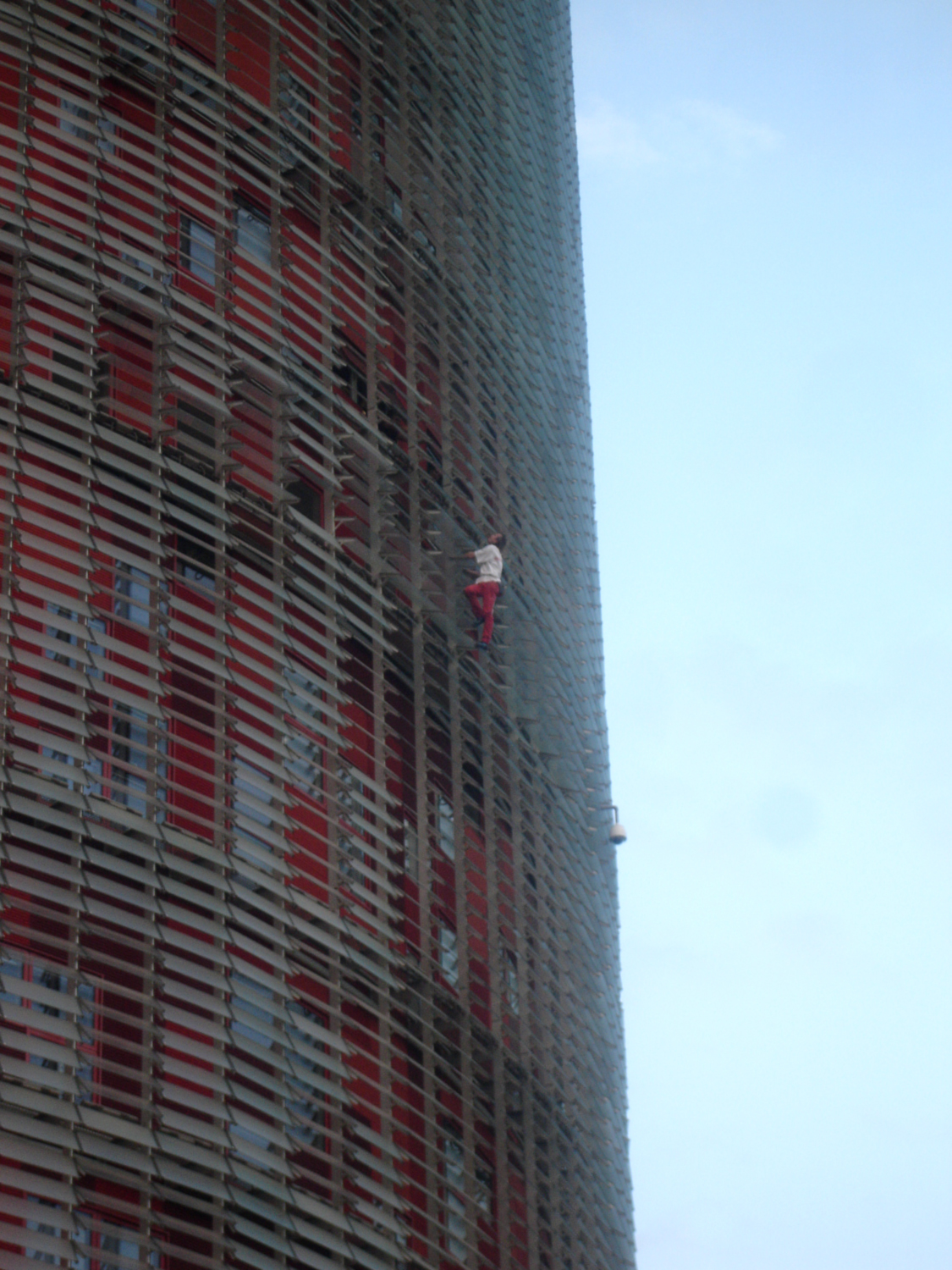
2007年、トーレ・アグバールを登る

| 年     | 建造物                       | 都市           | 高さ |
| ------ | ---------------------------- | -------------- | ---- |
| 1995年 | シルバー・タワー             | フランクフルト | 135m |
| 1995年 | ワン・カナダ・スクエア       | ロンドン       | 237m |
| 1995年 | ミラノ銀行ビル               | ミラノ         | 112m |
| 1995年 | Hotel Arts                   | バルセロナ     | 155m |
| 1999年 | マリオットホテル             | ワルシャワ     | 140m |
| 2003年 | ロイズ・ビルディング         | ロンドン       | 95m  |
| 2003年 | イルヴェス・ホテル           | タンペレ       | 61m  |
| 2006年 | Europa Tower                 | ビリニュス     | 148m |
| 2006年 | ヴァスコ・ダ・ガマ・タワー   | リスボン       | 145m |
| 2007年 | スロバキア放送ビル           | ブラチスラヴァ | 80m  |
| 2007年 | デビス・タワー               | ベルリン       | 106m |
| 2007年 | フェデレーション・タワー     | モスクワ       | 242m |
| 2007年 | 4月25日橋                    | リスボン       | 190m |
| 2007年 | トーレ・アグバール           | バルセロナ     | 144m |
| 2011年 | イスタンブール・サファイア   | イスタンブール | 261m |
| 2011年 | インターコンチネンタルホテル | ブカレスト     | ?m   |

### アフリカ
| 年     | 建造物               | 都市           | 高さ |
| ------ | -------------------- | -------------- | ---- |
| 1998年 | IBMタワー            | ヨハネスブルグ | 110m |
| 1998年 | Garden Court Holiday | ヨハネスブルグ | 150m |

### 北中米

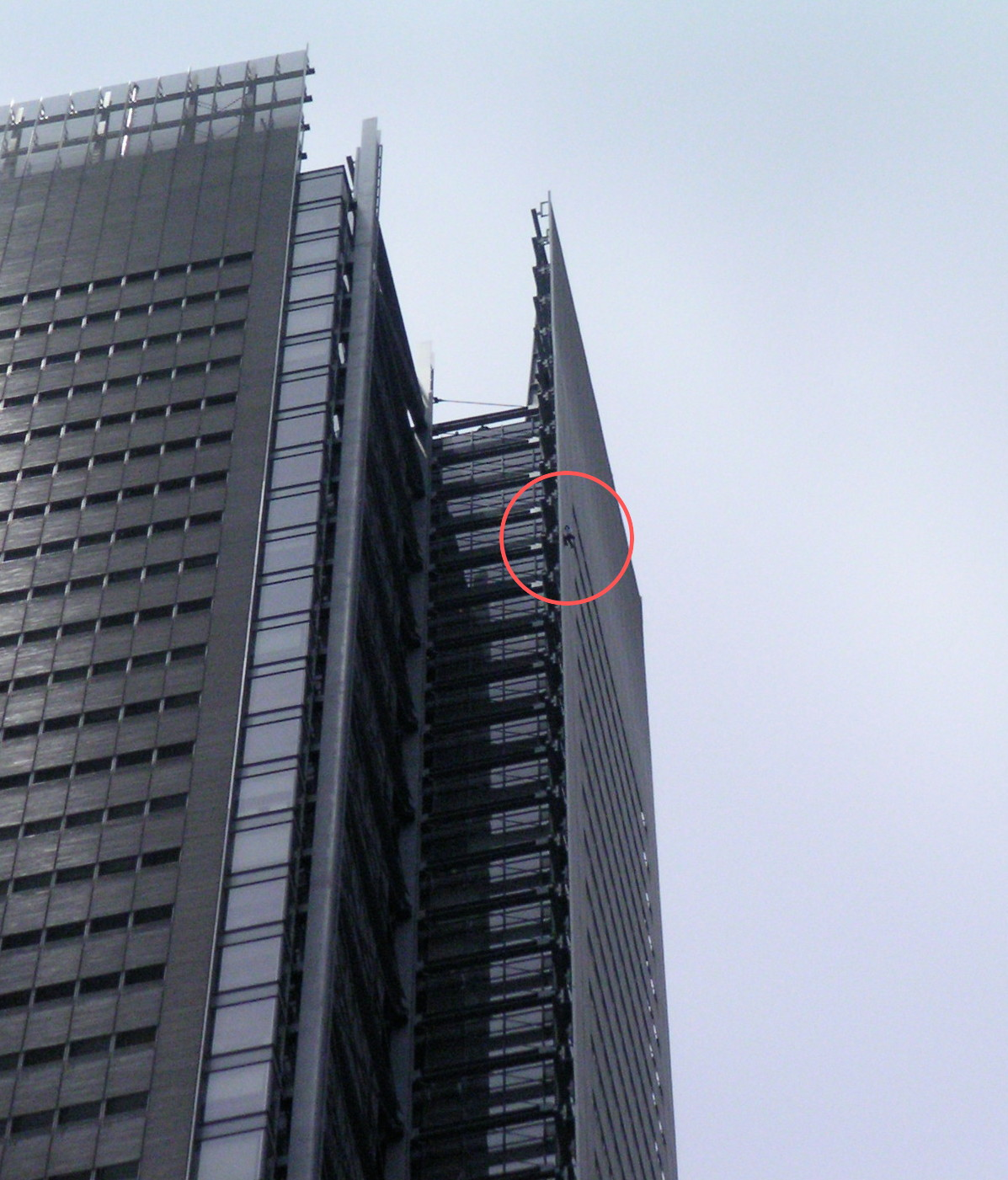
2008年5月5日、ニューヨーク・タイムズ・ビルを登る

| 年     | 建造物                           | 都市             | 高さ   |
| ------ | -------------------------------- | ---------------- | ------ |
| 1994年 | エンパイアステートビル           | ニューヨーク     | 381m   |
| 1994年 | ブルックリン橋                   | ニューヨーク     | 90.6m  |
| 1996年 | ゴールデンゲートブリッジ         | サンフランシスコ | 227.4m |
| 1996年 | ルクソールホテルのピラミッド     | ラスベガス       | 106m   |
| 1997年 | ブルークロス・ブルーシールドビル | フィラデルフィア | 190.5m |
| 1999年 | シアーズ・タワー                 | シカゴ           | 443m   |
| 2006年 | Santa Fe World Plaza             | メキシコシティ   | ?m     |
| 2008年 | ニューヨーク・タイムズ・ビル     | ニューヨーク     | 228m   |
| 2013年 | ホテルハバナリブレ               | ハバナ           | 70m    |

### 南米
| 年             | 建造物             | 都市     | 高さ |
| -------------- | ------------------ | -------- | ---- |
| 2002年         | パルケセントラル   | カラカス | 221m |
| 2013年02月04日 | ハバナ市内のホテル | キューバ | 70m  |

### オセアニア
| 年     | 建造物                 | 都市     | 高さ |
| ------ | ---------------------- | -------- | ---- |
| 1997年 | シドニー・オペラハウス | シドニー | 183m |
| 1997年 | シドニー・タワー       | シドニー | 305m |
| 1997年 | ハーバーブリッジ       | シドニー | 135m |
| 2009年 | オーロラ・プレース     | シドニー | 188m |
| 2010年 | ルミエールビル         | シドニー | 151m |